# Masse volumique tassée
La masse volumique tassée ou masse volumique apparente après tassement est la masse volumique d'un matériau granulaire qui est opposée à sa masse volumique apparente. Elle est obtenue à la suite du compactage ou du tapotement de ce matériau.

## Mesure
La mesure de la masse volumique tassée est généralement réalisée en utilisant un voluménomètre de tassage ou de tassement des matériaux granulaires. Cet appareil permet de mesurer l’aptitude au tassement, caractéristique dynamique d’un matériau granulaire et de réaliser des courbes de cinétique de tassement.
Une éprouvette graduée d'un volume compris entre 10 et 1 000 cm3 est remplie avec le matériau granulaire et pesée. L’éprouvette pleine est fixée au voluménomètre et est soumise à un mouvement de tapotement vertical. Le nombre d’impacts, leur fréquence et le temps de tapotement sont réglés. La masse volumique apparente du matériau granulaire augmente et tend vers la compacité maximale. À la fin de l’essai, la masse volumique tassée du matériau granulaire est obtenue en divisant la masse pesée par le volume tassé :
La masse volumique est exprimée en grammes par centimètre cube (g/cm3).

## Exploitation des résultats
Les résultats permettent de calculer l’indice de Hausner et l’indice de Carr. 

## Applications
La détermination de la masse volumique apparente après tassement peut être réalisée pour tous types de poudre tels que les médicaments selon les pharmacopées, les engrais, le thé soluble, les céramiques techniques, les poudres métalliques, et les pigments et charges.